# Gogaran
Gogaran är en ort i Armenien.   Den ligger i provinsen Lori, i den nordvästra delen av landet, 80 kilometer norr om huvudstaden Jerevan. Gogaran ligger 1 849 meter över havet och antalet invånare är 1 088.
Terrängen runt Gogaran är kuperad åt sydväst, men åt nordost är den bergig. Terrängen runt Gogaran sluttar söderut. Närmaste större samhälle är Spitak, 8,8 kilometer sydost om Gogaran.
Trakten runt Gogaran består i huvudsak av gräsmarker. Runt Gogaran är det ganska tätbefolkat, med 96 invånare per kvadratkilometer.